# Комфорт (Техас)
Комфорт (англ. Comfort) — переписна місцевість (CDP) в США, в окрузі Кендалл штату Техас. Населення — 2211 особа (2020).

## Географія
Комфорт розташований за координатами 29°58′25″ пн. ш. 98°54′5″ зх. д. / 29.97361° пн. ш. 98.90139° зх. д. (29.973538, -98.901516).  За даними Бюро перепису населення США в 2010 році переписна місцевість мала площу 8,38 км², з яких 8,36 км² — суходіл та 0,02 км² — водойми.

## Демографія
Згідно з переписом 2010 року, у переписній місцевості мешкали 2363 особи в 816 домогосподарствах у складі 595 родин. Густота населення становила 282 особи/км².  Було 929 помешкань (111/км²).
Расовий склад населення:
| - 72,8 % — білих - 1,3 % — корінних американців - 0,6 % — чорних або афроамериканців - 0,2 % — азіатів - 22,9 % — осіб інших рас |

До двох чи більше рас належало 2,2 %. Частка іспаномовних становила 54,4 % від усіх жителів.
За віковим діапазоном населення розподілялося таким чином: 28,8 % — особи молодші 18 років, 55,5 % — особи у віці 18—64 років, 15,7 % — особи у віці 65 років та старші. Медіана віку мешканця становила 36,3 року. На 100 осіб жіночої статі у переписній місцевості припадало 94,5 чоловіків;  на 100 жінок у віці від 18 років та старших — 90,4 чоловіків також старших 18 років.
За межею бідності перебувало 23,2 % осіб, у тому числі 42,1 % дітей у віці до 18 років та 11,3 % осіб у віці 65 років та старших.
Цивільне працевлаштоване населення становило 1092 особи. Основні галузі зайнятості: мистецтво, розваги та відпочинок — 22,7 %, науковці, спеціалісти, менеджери — 20,8 %, виробництво — 12,2 %, роздрібна торгівля — 10,3 %.